# HD 121901
HD 121901，又名CP-60 5135，SAO 252552、HR 5252，是一颗恒星，视星等为6.49，位于銀經311.06，銀緯0.3，其B1900.0坐标为赤經13h 53m 12.2s，赤緯-60° 0.3′ 38″。